# Jiří Balík
Jiří Balík (* 30. listopadu 1953 Tábor) je český zemědělský inženýr, v letech 2010 až 2018 rektor České zemědělské univerzity v Praze.

## Život
Po maturitě na střední škole v Táboře začal studovat VŠZ (Vysoká škola zemědělská, dnes Česká zemědělská univerzita v Praze) obor fytotechnický (1973–1978). Spolu s přechodem na vysokou školu musel zanechat svůj koníček, fotbal, ve kterém vynikal. V magisterském vzdělání prospěl s vyznamenáním, dále doktorandské studium (1979–1982) na KAVR AF VŠZ v Praze. Odborným asistentem na KAVR VŠZ byl v letech 1982 až 1994, od roku 1994 do roku 2001 byl zástupcem vedoucího. V letech 1997 až 2000 byl proděkanem pro pedagogickou činnost na AF a od roku 2000 do roku 2003 byl prorektorem ČZU pro vědecko-výzkumnou činnost. V letech 2003 až 2010 byl prorektor ČZU pro školní podniky a styk s odbornou veřejností. Od roku 2010 do roku 2014 byl rektorem ČZU, v roce 2014 byl znovuzvolen a svou funkci vykonával do roku 2018.

## Specializace
Výživa rostlin se zaměřením na otázky týkající se dusíku, fosforu, síry, přenos prvků v rhizosféře, nové metody v hnojiv a aplikací (CULTAN), nakládání s odpady v zemědělské výrobě.
Disertační práce: Příspěvek k bilanci dusíku (15N) v půdě a jeho využití rostlinami
Habilitační práce: Interakce iontů v půdním roztoku ve vztahu k výnosu a kvalitě senážního ovsa a silážní kukuřice

## Členství ve vědeckých radách
- Česká zemědělská univerzita v Praze – předseda
- Fakulta agrobiologie, potravinových a přírodních zdrojů České zemědělské univerzity v Praze
- Zemědělská fakulta Jihočeské univerzity v Českých Budějovicích
- Jihočeská univerzita v Českých Budějovicích
- Mendelova univerzita v Brně
- Veterinární a farmaceutická univerzita v Brně
- Univerzita Hradec Králové
- Slovenská poľnohospodárska univerzita v Nitre
- Technická univerzita vo Zvolene
- Národní centrum zemědělského a potravinářského výzkumu
- Výzkumné centrum pro bioindikaci a revitalizaci Praha

## Mezinárodní vědecké organizace
- International Society of Trace Elements and Biogeochemistry
- European Society for Agronomy
- International Fertiliser Society
- Gesellschaft für Pflanzenbauwissenschaften
- Deutsche Gesellschaft für Pflanzenernährung

## Profesní organizace
- Česká akademie zemědělských věd, odbor rostlinné výroby (komise výživy rostlin)
- Česká konference rektorů[7]
- Euroleague for Life Sciences (ELLS) – Board member
- Danube Rectors` Conference – president
- Association for European Life Science Universities – Board member
- Central and South Eastern Europe Board of ICA – vice-president

## Hodnotitelská komise
- komise Ministerstva zemědělství ČR pro hodnocení návrhů a výsledků výzkumných záměrů
- komise Národní agentury pro zemědělský výzkum
- komise Fondu rozvoje vysokých škol (do r. 2003)

## Pedagogická činnost
- garant Bc. předmětů Principy výživy rostlin, Výživa rostlin v ekologickém zemědělství
- garant Mgr. předmětů Živiny v půdě a půdní úrodnost, Hnojení zemědělských plodin, Péče o půdní úrodnost v ekologickém zemědělství
- vedoucí bakalářských a diplomových prací, školitel doktorandů
- oborová rada pro doktorský studijní program „Obecná produkce rostlinná“ – předseda na FAPPZ ČZU v Praze
- člen oborové rady Obecná produkce rostlinná AF MENDELU v Brně
- člen oborové rady Zemědělské fakulty JU České Budějovice

## Publikace
Je autorem více než 300 vědeckých prací, z nichž některé jsou citované ve Web of Science či Scopus, jeho Hirschův index je 14. Co se týče patentů, užitných vzorů, pak má na svém kontě 4.